# Emmanuel Lanne
Pour les articles homonymes, voir Lanne.
Emmanuel Lanne est un homme politique français né à Saint-Pol-sur-Ternoise le 27 décembre 1762 et mort guillotiné à Paris le 7 mai 1795.

## Biographie
Marie-Joseph-Emmanuel Lanne descend d'une vieille famille d'hommes de robe. Son père, Lamoral Joseph, fut procureur et conseiller du Roi à la sénéchaussée de Saint-Pol-sur-Ternoise. Aux premières années de la Révolution, il devint maire de sa ville natale. Son grand-père, Henri Lanne, fut procureur fiscal de ce même lieu; et son oncle, Jean-Henri Lanne, exerça les fonctions de procureur du Roi.
Emmanuel Lanne est le dernier d'une fratrie de six. Ses études faites, il devient avocat à la sénéchaussée de Saint-Pol. Le 30 janvier 1788, il épouse Marie-Flavie-Scholastique-Josèphe Heroguelle. De cette union naîtront trois enfants : Marie-Angélique, Nathalie-Flavie-Josèphe (née le 29 janvier 1789) et Ange-Lamoral-Henri-Joseph (né le 15 juillet 1792).
Le 29 janvier 1789, il est nommé échevin de sa ville natale, à 26 ans.
Avec la Révolution, l'activité politique de Lanne s'intensifie. En 1790, il est élu procureur-syndic de la commune de Saint-Pol. Avec Martial Herman et le frère de celui-ci, Amé-Bruno, il fonde, en 1791, la Société populaire de sa ville affiliée au Club des jacobins de Paris.
Le 15 septembre 1792, après la chute de la royauté, il est nommé Commissaire national près le Tribunal de district de Saint-Pol et, deux mois plus tard, le 25 novembre 1792, il est appelé à remplir les fonctions de procureur-syndic de ce district.
Le 28 septembre 1793, il est nommé  par la Convention nationale juge au Tribunal révolutionnaire puis, en germinal an II, commissaire-adjoint à la Commission des administrations civiles, police et tribunaux.
Arrêté par décret de la convention nationale le 12 thermidor an II avec Herman, à la suite des dénonciations du conventionnel André Dumont, il est libéré début vendémiaire.
Il est appelé comme témoin au procès de Fouquier-Tinville, en compagnie d'Herman. En raison de son rôle dans la conspiration des prisons en 1794, l'accusateur public Michel-Joseph Leblois le fait décréter d'accusation. Il est jugé, condamné à mort et guillotiné en même temps que Fouquier-Tinville et seize autres co-accusés le 18 floréal an III (7 mai 1795) en place de Grève.
Sa sœur, Justine, avait épousé Nicolas Duflos, futur rapporteur de la loi créant la Banque de France et député au Conseil des Cinq-Cents.

## Sources et bibliographie
- Jules Michelet, Histoire de la Révolution française[source insuffisante]
- Julien Boutboul, Un rouage du Gouvernement révolutionnaire : la Commission des administrations civiles, police et tribunaux (germinal an II-brumaire an IV), vol. II, Paris, 2004, mémoire de maîtrise sous la direction de Jean-Clément Martin et de Françoise Brunel.
- Jacques Godechot, Les Institutions de la France sous la Révolution et l'Empire, Paris, Presses universitaires de France, 1951, 793 p..
- Monique Rabourdin, Condamnés à mort par le Tribunal révolutionnaire (1793-1795), Saint-Just-la-Pendu, Les éditions de Saint-Alban, 1998, 326 p..
- Henri Wallon, Histoire du Tribunal révolutionnaire, avec le journal de ses actes, Paris, Hachette, 1880-1882.